# Мосомище
Мосо̀мище (до 2016 година Мусо̀мища) е село в Югозападна България. То се намира в община Гоце Делчев, област Благоевград.

## География
В горната си част село Мосомище е сгушено в Пирин планина, а от крайните му източни улици започва долина, достигаща река Места. Селото е само на 800 m от град Гоце Делчев. Местностите около село Мосомище са едни от най-забележителните в целия регион. На първо място се нарежда местността Топлицата, известна с карстовия си извор и прекрасен летен плаж. Съчетание на борова гора и кристално чиста изворна вода (два басейна и условия за речен риболов). Храмът „Свети Георги Победоносец“ е построен в крайната западна част на селото, откъдето започва и планината. До него се намира единствената сеизмологична станция в целия регион.

## История
От османски поименен регистър от 1478 година става ясно, че към тази дата в Мосомище са живели 158 немюсюлмански домакинства и 5 на тюркмени-мюсюлмани.
В началото на XIX век малкото християнски семейства изграждат черквата „Света Петка”. В хода на строителните работи майсторите не се съобразяват с рестрикцията височината на християнския храм да е по-малка от най-ниската турска къща, поради което той е съборен.
В 1835 година е изградена църквата на селото „Свети Николай“.
Александър Синве („Les Grecs de l’Empire Ottoman. Etude Statistique et Ethnographique“), който се основава на гръцки данни, в 1878 година пише, че в Мусомица (Mousomitza), Мелнишка епархия, живеят 580 гърци. В „Етнография на вилаетите Адрианопол, Монастир и Салоника“, издадена в Константинопол в 1878 година и отразяваща статистиката на населението от 1873 година Мисолища (Missolischta) е посочено като село с 93 домакинства и 50 жители мюсюлмани и 260 българи. В 1889 година Стефан Веркович (Топографическо-этнографическій очеркъ Македоніи) отбелязва Мусомище като село със 75 български и 18 турски къщи.
В 1891 година Георги Стрезов пише за селото:
| „ | Мосомища, село при десния бряг на Топлица, срещу Ляски. Околност равна; плодовито поле. Растат хубави дини и любеници. „Св. Никола“, смесена черква. Числото на къщите не надминува 80. Българе и турци. | “ |

Според статистиката на Васил Кънчов („Македония. Етнография и статистика“) в края на XIX век в Мусомище живеят 623 души, от които 523 българи-християни и 100 турци. Данни от 1909 година сочат, че в селото има 90 български къщи с 450 души население и 90 турски къщи с 468 души.
В рапорт до Иларион Неврокопски от 1909 година пише за Мосомище:
| „ | С. Мусомища... Селото се намира на половин час от града. Има хубав, плодороден край, добри пасища и гори. Селяните се занимават със земеделие и скотовъдство, най-главно обработват царевица, пшеница. Имат добри градини за зеленчук. Има 90 къщи български, 90 турски и 450 души от първите, и 468 – от вторите. Черквата „Св. Никола“ е добре украсена. Училището е до черквата. Старо е и съвсем красиво, и съвсем модно е. | “ |

На 30 ноември 2016 година с президентски указ селото е преименувано на Мосомище.

## Население

### Етнически състав
Преброяване на населението през 2011 г.
Численост и дял на етническите групи според преброяването на населението през 2011 г.:
|                     | Численост |
| Общо                | 2107      |
| Българи             | 1867      |
| Турци               | 5         |
| Цигани              | 103       |
| Други               | 60        |
| Не се самоопределят | 7         |
| Неотговорили        | 65        |

## Религия
Селото е част от Гоцеделчевска духовна околия на Неврокопска епархия на Българската православна църква.
В Мосомище има няколко храма:
- Черквата „Свети Николай Мирликийски“ - построена е през 1835 година. Храмът се намира в центъра на селото. Празникът на Николай Мирликийски на 6-ти декември е и празник на Мосомище[15];
- Черквата „Свети Георги Победоносец“ -  осветена е през 2002 година от Неврокопски митрополит Натанаил. Намира се с в южния край на селото. Има голям двор с пейки. Външните стени на храма са изписани с лика на светци[16];
- Параклис „Свето Възнесение Господне“ - пътеката за параклисът започва от храм „Свети Георги Победоносец“;
- Параклис „Света Троица“ - намира се в местността Духа стъпка, на около 40 минути пеша от центъра на селото.

## Личности
Родени в Мосомище
- Ангел Иванов (1840 – 1905), български просветен деец
- Атанас Александров Герайков (1860 – след 1943), български революционер
- Атанас Хрисимов (1887 – 1919), български просветен деец
- Георги Маджиров, български революционер, деец на ВМРО[17]
- Георги Младенов (1931 – 2020), българо-канадски общественик
- Георги Славков (1958 – 2014), български футболист, национал
- Димитър Иванов Иванджиков (1925 – 2015), краевед, написал „История на село Мосомище“
- Димитър Манолев, български учител в Кремен до 1878 година[18]
- Манол Хаджиев (1888 – ?), български учител в чаталдженското село Синекли[19]
- Стоян Попов (1895 – ?), български революционер от ВМРО
- Стоян Сотиров Шарланджиев (1893 – 1923), български революционер от ВМОРО и комунист, убит от дейци на ВМРО след Деветоюнския преврат на 23 юли 1923 г.[20]